# Wilhelm Schomburgk
Wilhelm Schomburgk (* 1. März 1882 in Leipzig; † 18. Dezember 1959 ebenda) war ein deutscher Jurist und Bankier. Er war Mitinhaber des Bankhauses Meyer & Co., der letzten Privatbank in der DDR. Im Dritten Reich gehörte er dem konservativen Widerstand um Carl Friedrich Goerdeler und Walter Cramer an.
Schomburgk war auch als Sportler und Sportfunktionär engagiert. So wurde er 1906 mit seinem Bruder Heinrich Schomburgk als Mitglied der ersten Männermannschaft des VfB Leipzig Deutscher Fußballmeister und selbst einmal in drei Spielen eingesetzt. Darüber hinaus war er aktiver Tennis-, Eis- und Feldhockeyspieler beim Leipziger SC, den er von 1920 bis 1937 als Präsident leitete. Außerdem war er von 1934 bis 1937 Präsident des Deutschen Tennis Bundes (DTB). Im Jahr 1949 wurde er zum Ehrenpräsidenten des DTB ernannt.

## Leben

### Herkunft und Jurastudium

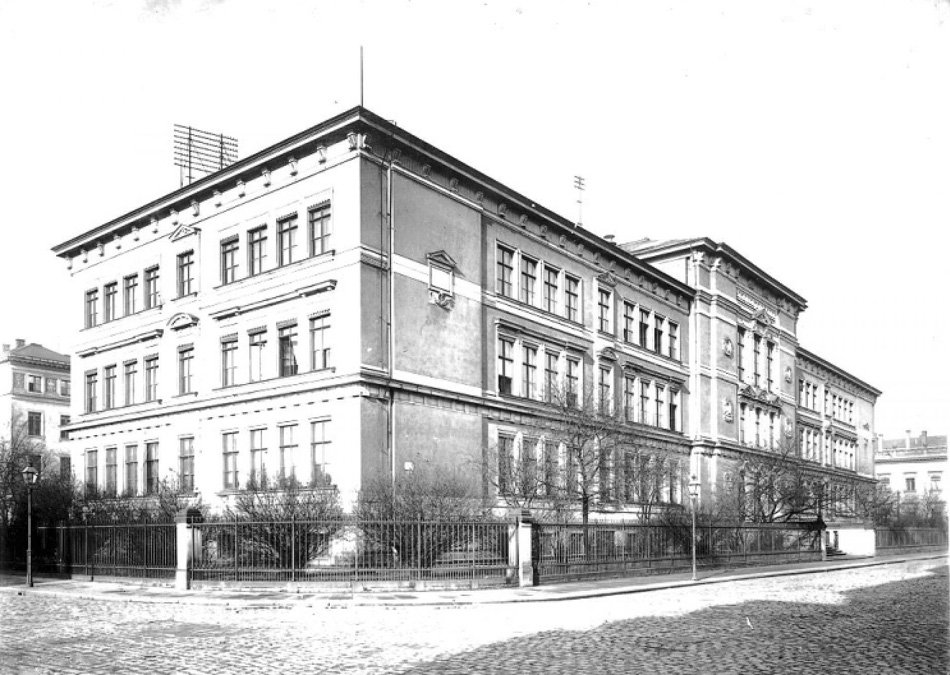
Thomasschule zu Leipzig (um 1900)

Wilhelm Schomburgk entstammt der Leipziger Unternehmerdynastie Schomburgk. Er wurde am 1. März 1882 als Sohn des Großkaufmanns Heinrich Georg Schomburgk (1843–1928) und dessen Frau Doris Eugenie Schomburgk (1847–1931) geboren. Doris Eugenie war die Tochter des Rechtsanwalts und Plagwitzer Industriepioniers Carl Erdmann Heine.
Wilhelms Vater Heinrich Schomburgk war Teilhaber der von Heine gegründeten Leipziger Westend-Baugesellschaft AG (LWB), die u. a. den Karl-Heine-Kanal im Westen von Leipzig baute. Heinrich und Doris Eugenie Schomburgk hatten sieben Kinder. Wilhelms älterer Bruder Arthur Schomburgk (geb. 1872) war Kaufmann und sein jüngerer Bruder Heinrich Schomburgk (1885–1965) ein erfolgreicher Fußball- und Tennisspieler (Olympiasieger 1912).
Wilhelm Schomburgk besuchte wie auch andere Mitglieder der Familie die humanistisch-altsprachliche Thomasschule zu Leipzig. Nach dem Abitur 1902 studierte er Rechtswissenschaften an der Universität Leipzig. Das Studium schloss er mit der Ersten Juristischen Staatsprüfung und dem Assessorexamen ab. Im Jahr 1907 wurde er an der Juristischen Fakultät der Universität Leipzig mit der zivilrechtlichen Dissertation Das gesetzliche Pfandrecht des Frachtführers zum Dr. jur. promoviert.

### Wehrdienst und Bankier
1907 heiratete Wilhelm Schomburgk Elisabeth Meyer (1885–1981), Tochter des Bankiers Paul Meyer (1854–1920), Urenkel von Joel Meyer (geb. 1756 in Dessau), Gründer der Privatbank Bankhaus Meyer & Co. in Leipzig. Wenig später wurde Wilhelm in der am Thomaskirchhof gelegenen Bank seines Schwiegervaters Meyer & Co. angestellt. Wilhelm und Elisabeth Schomburgk hatten vier Töchter.
Im Ersten Weltkrieg diente Wilhelm Schomburgk als Reserveoffizier, im Rang eines Oberleutnants der Reserve, in der 3. Sanitätskompanie des XII. (I. Königlich Sächsischen) Armee-Korps.
Er wurde in dieser Zeit u. a. mit dem Eisernen Kreuz und Albrechts-Orden ausgezeichnet. Zuletzt bekleidete er beim 2. Königlich Sächsisches Ulanen-Regiment Nr. 18 in Leipzig den Dienstgrad eines Rittmeisters der Reserve. Nach dem Krieg 1919 wurde er Teilhaber des familieneigenen Bankhauses, das mit ihren Krediten insbesondere die Textil- und Rauchwarenbranche förderte. Von 1921 bis 1936 war er zudem ehrenamtlicher Handelsrichter am Landgericht Leipzig. Nach dem Tod des Vaters 1928 verwaltete er den Familienbesitz der Erbengemeinschaft der LWB. Außerdem war er Aufsichtsratsvorsitzender der Fr. Feistkorn, Kammgarnspinnerei und Aufsichtsratsmitglied der Leipziger Wollkämmerei Act.-Ges.

### Sportler und Sportfunktionär

Logo des Leipziger SC 1901

Bereits während der Schulzeit war Schomburgk ein begeisterter Sportler, er war Leichtathlet und spielte Fußball, Tennis, Feld- und Eishockey. Von einer England-Reise brachte er 1899 Bandy mit. Mit seinem Bruder Arthur Heinrich gründete er 1901 im Restaurant Kitzing und Helbig den Leipziger Sport-Club (LSC 1901), dem er von 1920 bis 1937 als Präsident vorstand. Der Sportverein hatte sich vor allem dem Tennis (ab 1901) und dem Feldhockey (ab 1908) verschrieben. Er gehörte damit zu den ersten Vereinen in Deutschland mit einer Feldhockey-Abteilung. Schomburgk nahm von 1901 bis 1910 an mehreren Tennis-Turnieren in Deutschland und England teil und spielte u. a. gegen den Österreicher Kurt von Wessely.
Mit dem VfB Leipzig wurden er und sein Bruder 1906 dritter Deutscher Fußballmeister der Männer. Er war von Juli 1904 bis Juni 1906 rechter Außenläufer in der ersten Mannschaft des Vereins und bestritt nachweislich das am 6. Mai 1906 in Berlin ausgetragene Halbfinale der deutschen Meisterschaft, das mit 3:2 gegen den Berliner FC Hertha 92 gewonnen wurde. Eine schwere Verletzung beendete seine Karriere.
Im Jahr 1910 wurde er in den ersten Bundesausschuss des Deutschen Hockey-Bundes (DHB) gewählt, als dessen Mitglied er 1912 erfolgreich die Aufnahme des Eishockeys in den DHB vorschlug.
Im Jahr 1902 mitbegründete er auch den Deutschen Tennis Bund (DTB). Ab 1907 war er Mitglied des Ausschusses für Länderwettspiele, ab 1910 der Ballprüfungskommission und ab 1911 des Amateurausschusses und des Vorstandes des Deutschen Tennis Bundes. Von 1920 bis 1937 war er Bundesleiter.
Ab August 1934 war er durch den Reichssportführer Hans von Tschammer und Osten als Nachfolger von Gerhard Weber zum Präsidenten des DTB (Reichsfachamtsleiter Tennis) ernannt. Im Laufe seiner Präsidentschaft sah er seinen Verein in Konkurrenz zu den Sportvereinen der SA und SS. Außerdem verstand er Sport immer als Freiwilligkeit und nicht, wie von den Nationalsozialisten angestrebt, als Pflicht. Sein Amt legte er im Oktober 1937 wegen der Neugliederung des deutschen Sportwesens nieder. Offiziell hieß es „infolge beruflicher Überlastung“. Sein Nachfolger Erich von Schönborn überführte 1938 die Sparte Tennis in den Nationalsozialistischen Reichsbund für Leibesübungen (NSRL). Im Jahr 1949 wurde Schomburgk Ehrenpräsident des neu aufgebauten Verbandes.
Seit 1959 finden die deutschen Mannschaftsmeisterschaften der Senioren, die sogenannten Großen Schomburgk-Spiele statt. Schomburgk besaß ursprünglich eine Sammlung von Tennisturnier-Programmen und Sportartikeln des deutschen Tennis-Pioniers Robert Freiherr von Fichard, die im Zweiten Weltkrieg einem Brand in seiner Privatbibliothek zum Opfer fiel.

### Widerstand im Nationalsozialismus

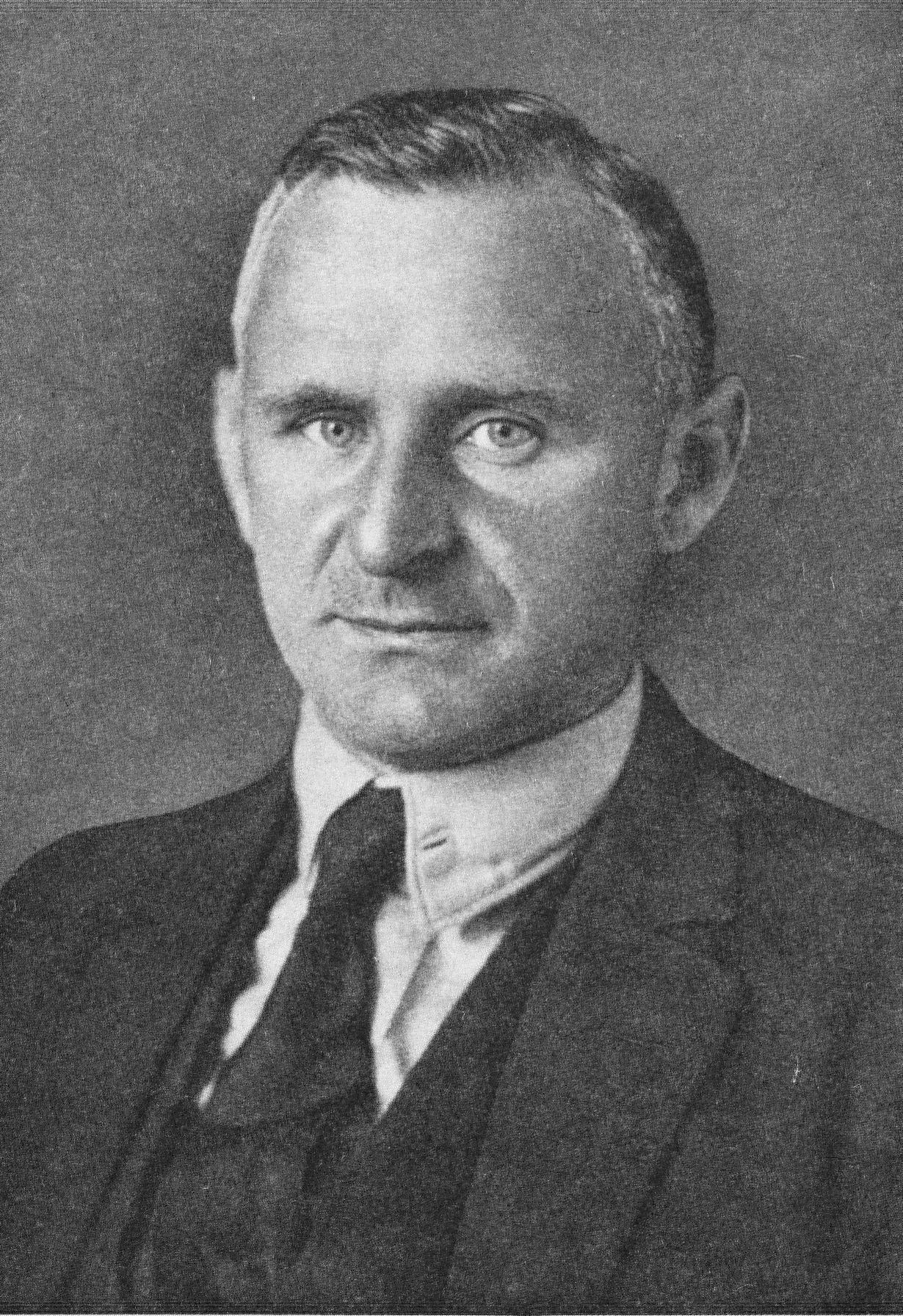
Oberbürgermeister Carl Friedrich Goerdeler (1925)

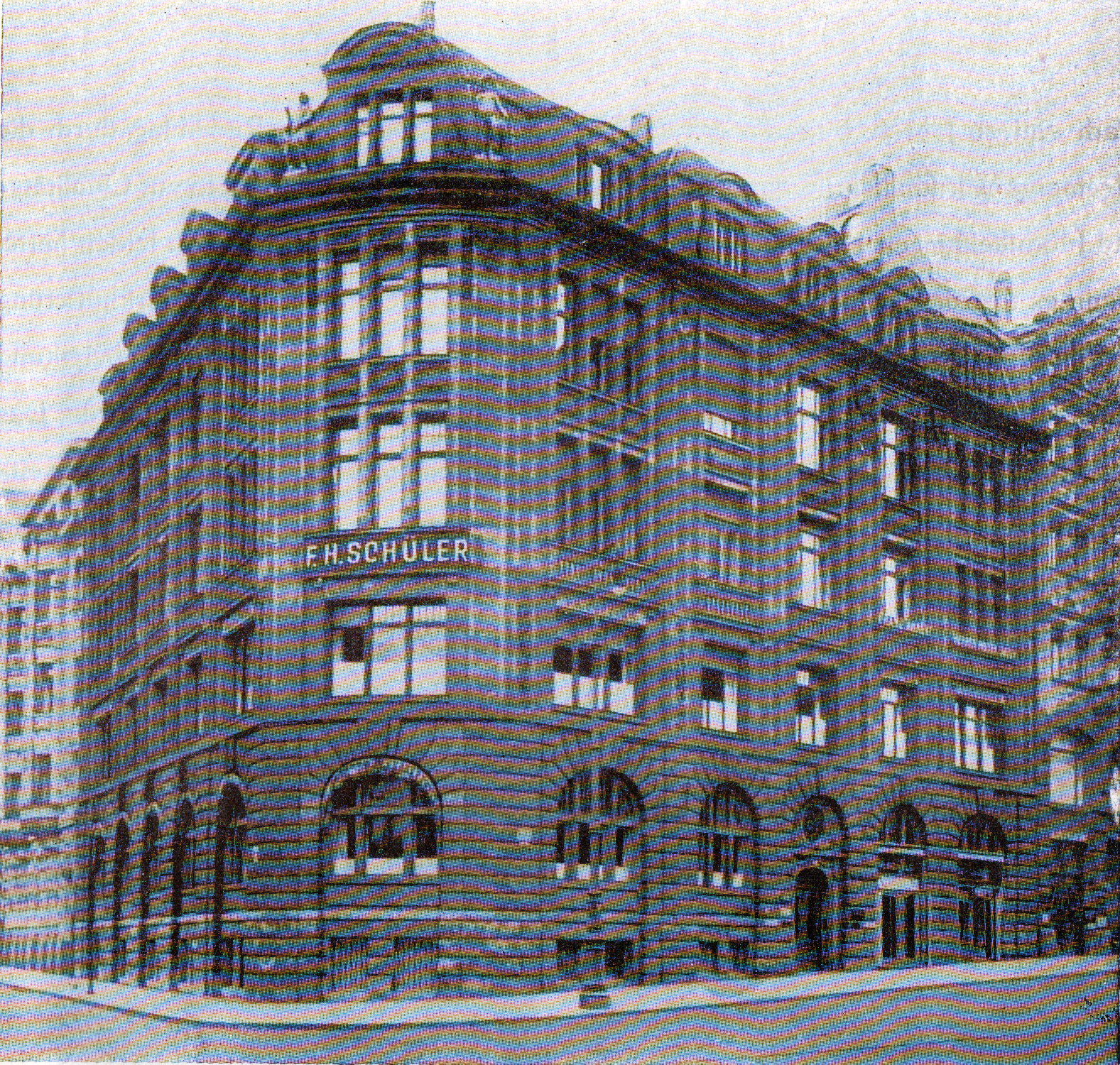
Bankhaus Meyer & Co. (1937)

Im Jahr 1929 wurde er Mitglied der Vertrauten Gesellschaft, einer Vereinigung von Kaufleuten mit karitativen Zielen. Gemeinsam mit Herbert Thieme, dem Präsidenten des Leipziger Rennklubs, führte er die Organisation auch im Nationalsozialismus versteckt weiter. Man traf sich u. a. im Kaffeehaus Zum Arabischen Coffe Baum. Von 1946 bis 1958 war er Senior der Gesellschaft. In der Weimarer Republik war er auch Vorsitzender der Gesellschaft Harmonie, einer bürgerlichen Vereinigung von vor allem Beamten und Kaufleuten, in Leipzig. Nach dem angekündigten Rücktritt des bürgerlichen Oberbürgermeisters von Leipzig Karl Rothe (DVP) bat Schomburgk im Januar 1930 den Industriellen Georg Stöhr, Vorsitzender der Ortsgruppe Leipzig des Verbandes Sächsischer Industrieller, um publizistische Unterstützung bei der Ausschaltung der Parteipolitik und zur Wahl eines Verwaltungsbeamten. Nachfolger von Rothe wurde 1930 der nationalkonservative Politiker Carl Friedrich Goerdeler (DNVP).
Schomburgk war ab 1936 Vertrauensmann der Fachgruppe Privatbankiers der Wirtschaftsgruppe Bankgewerbe für den Wirtschaftsbezirk Sachsen der Arbeitsgemeinschaft der IHK in der Reichswirtschaftskammer. Im September 1937 stieg er mit Carl Schneller, Vorstandsmitglied der Communal-Bank für Sachsen, auf Wunsch des Reichskommissars für das Kreditwesen Friedrich Ernst, bei dem durch den jüdischen Bankier Hans Kroch geführten Bankhaus Kroch in Leipzig ein. Sie sanierten das Kreditinstitut und wurden nach den Novemberpogromen 1938 alleinige Gesellschafter durch den unter Wert erfolgten Zwangsaktienverkauf der Anteile Krochs, der durch die Gestapo ins KZ Buchenwald verschleppt wurde, an der durch das Bankhaus Meyer & Co. und der Communal-Bank für Sachsen beherrschte Bau- und Reparaturen-GmbH.
Die genauen Beweggründe für Schomburgks Widerstand im Nationalsozialismus sind bisher unbekannt. In den 1930er Jahren verschlechterte sich aber die Situation für die Familie Schomburgk zunehmend, da sie sich nicht von den jüdischen Mitinhabern der Familie Meyer distanzierte. Städtischen Beamten wurde es in der Folge verboten, Konten beim Bankhaus zu führen. Der Mitinhaber Max Helmut Meyer wurde von der Gestapo verhaftet und in ein Arbeitslager verschleppt. Schomburgk wurde auch deshalb bereits vor dem Zweiten Weltkrieg Mitglied im Goerdeler-Kreis, der konservativ-bürgerlichen Widerstandsgruppe um seinen Freund, den Unternehmer Walter Cramer (hingerichtet 1944) und den Oberbürgermeister Carl Friedrich Goerdeler (hingerichtet 1945). Die Witwe Cramers schrieb später in einem Brief: „Ich möchte ihnen […] danken für die treue Stütze, die sie uns waren, für allen Rat und Hilfe, mit denen Sie meiner Tochter und mir zur Seite standen. […] Vor allem aber gedenke ich mit Erschütterung der vollkommenen Übereinstimmung Ihres Denkens und Handelns in allem, was mein Mann zur Errettung des deutschen Volkes von dem Nazi-Terror unternahm.“ Schomburgk fungierte in den 1940er Jahren als Kurier der Gruppe und stand im Kontakt mit General Friedrich Olbricht. Seine Tochter Annemarie Weiss ging davon aus, dass er nach dem gescheiterten Attentat vom 20. Juli 1944 nur nicht festgenommen wurde, weil er durch einen erlittenen Verkehrsunfall und sich anschließendem Krankenhausaufenthalt, nicht ins Visier der Nationalsozialisten geriet.

### Enteignung und Wiederaufbau in der DDR
Ab August 1945 wurden die Eigentümer des Bankhauses Meyer & Co. und des Leipziger Sport-Clubs sowie die Erbengemeinschaft der Leipziger Westend-Baugesellschaft AG im Zuge der Bodenreform in der Sowjetischen Besatzungszone (1945–1946) von der Sowjetischen Militäradministration (SMAD) enteignet.
Im September 1946 setzte er insgesamt 300.000 Reichsmark für die Neugründung einer Privatbank ein. Dabei wurde er politisch durch den Vorsitzenden der Sächsischen CDU Hugo Hickmann unterstützt. Von 1946 bis 1959 führte er mit Max Helmut Meyer als persönlich haftende Gesellschafter unter Verwaltungsaufsicht der Sächsischen Landesbank (bzw. der Deutschen Investitionsbank) die Privatbank Meyer & Co. in nunmehr angemieteten Räumen. Im Jahr 1949 trat er aus Protest gegen die Auflösung des Direktoriums des Gewandhauses in Leipzig, deren Hausbank Meyer & Co. war, vom Komitee für den Wiederaufbau des Gewandhauses zurück. Durch den familiären Einfluss Schomburgks und eine darauf zurückzuführende Entscheidung des Finanzministeriums der DDR (1952) wurde der Privatbank die Rückübereignung ihres ursprünglichen Vermögens versprochen. Letztlich wurde die letzte Privatbank der DDR wider gemachten Versprechungen nach dem Tod aller Teilhaber 1972 aus ideologischen und machtpolitischen Gründen vollständig und ohne weitere Entschädigung für die Nachkommen durch die DDR-Behörden abgewickelt.

## Nachlass und Verwandtschaft

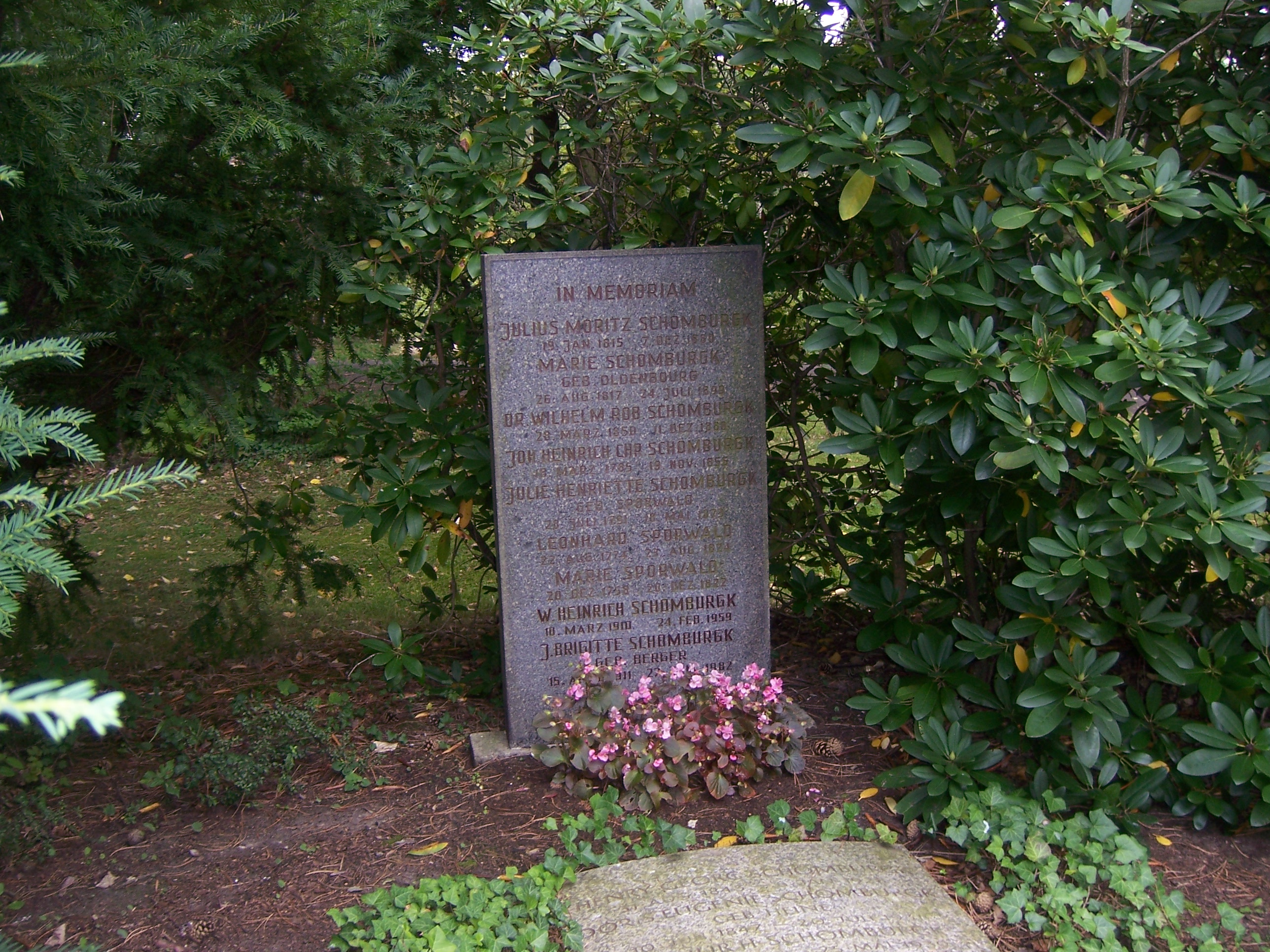
Familiengrab Schomburgk auf dem Südfriedhof in Leipzig (2011)

Wilhelm Schomburgk starb am 18. Dezember 1959 in seinem Haus in Leipzig-Connewitz. Beigesetzt wurde er im Familiengrab der Schomburgks auf dem Südfriedhof in Leipzig. Ein Teil seines sportlichen Nachlasses befindet sich heute im Sportmuseum Leipzig. Mehrere Fotografien aus Schomburgks aktiver Vereinszeit, ein Portraitgemälde von Christoph von Boxberg (1879–1966) aus dem Jahr 1930 und sein Tenniskoffer für Schläger von 1920 sind im Stadtgeschichtlichen Museum Leipzig aufbewahrt.
Die Familie des Wilhelm Schomburgk hat eine weit verzweigte und wohlhabende Verwandtschaft in Europa, Australien und Südamerika.
- Der namentlich bekannteste Verwandte von Wilhelm Schomburgk war sein Cousin, der Afrikaforscher Hans Schomburgk (1880–1967).[39]
- Die Schwager waren
  - Martin Erich Schulz-Schomburgk[40] (1862–1920), Direktor der Deutschen Bank in Leipzig
  - Hans Lenk[41] (1863–1938), Professor für Geologie an der Universität Leipzig. Der Neffe Herbert Schulz-Schomburgk (1890–1944) war Verleger und Teilhaber der Buchdruckerei Poeschel & Trepte.[42]
- Zu den Großneffen gehört der nach Venezuela ausgewanderte Agrikulturchemiker Eckbert Schulz-Schomburgk (1921–2016).[43]

## Auszeichnungen

### Sportliche Ehrungen
- Deutscher Fußballmeister: 1906
- 1934: Goldene Ehrennadel des Deutschen Tennis Bundes[2]
- 1949: Ehrenpräsident des Deutschen Tennis Bundes

### Orden und Ehrenzeichen
- Eisernes Kreuz I. Klasse 1914
- Eisernes Kreuz II. Klasse 1914
- Albrechts-Orden I. und II. Klasse mit Schwertern
- Landwehr Dienstauszeichnung
- König Gustav von Schweden Medaille
- Lebensrettungsmedaille

## Schriften

### Monographien
- Das gesetzliche Pfandrecht des Frachtführers. A. Edelmann, Leipzig 1907. (= zugl. Dissertation, Universität Leipzig, 1907)
- Eis-Hockey nebst den offiziellen Eishockeyregeln. Grethlein, Leipzig 1912. (= Miniatur-Bibliothek für Sport und Spiel, 37)

### Beiträge und Aufsätze
- Englisches und Deutsches Lawn Tennis. In: Der Lawn-Tennis-Sport. 3 (1906) 29, S. 429–432.
- Vorwort zu: Burghard von Reznicek: Tennis. Das Spiel der Völker. Johann Grüneberg, Marburg 1932.
- Hamburger Tenniserinnerungen. In: Der Tennissport. 19 (1942) 7, S. 54 f.
- Deutsches Tennis bis zum Beginn des zweiten Weltkrieges. In: Deutscher Tennis Bund (Hrsg.): Amtliches Jahrbuch des Deutschen Tennis Bundes. Berlin 1952, S. 9–41.